# Гольдман, Жан-Жак
Жан-Жа́к Гольдма́н (фр. Jean-Jacques Goldman; род. 11 октября 1951 года) — один из самых популярных французских авторов-исполнителей.

## Биография
Гольдман начал записываться в середине 1970-х гг., однако пика популярности достиг в 1995 г., когда написанный им для Селин Дион альбом «D’eux» был признан самой продаваемой франкоязычной пластинкой в истории. Помимо Дион, его песни исполняли Джонни Холлидей, Патрисия Каас, Патрик Фьори, Гару, Рэй Чарльз и Джо Кокер.
Самой популярной песней Жан-Жака Гольдмана является песня «Comme toi» («Как ты»), написанная и впервые исполненная в 1982 году. В этой песне косвенно отражается трагическая судьба евреев Польши во время Второй мировой войны.

## Семья
Сын польского еврея — участника Французского Сопротивления, брат левого интеллектуала и революционера-интернационалиста Пьера Гольдмана.
В 1975 году Жан-Жак Гольдман женился на Катрин, с которой имеет троих детей Каролину (1977), Майкла (1979) и Нину (1984). После 22-х лет совместной жизни в 1997 году они развелись.
13 октября 2001 года он женился на Натали, 22-летней студентке из Марселя. Имеют трёх дочерей Майю (2001), Кими (2004) и Роуз (2007).

## Дискография

### Студийные альбомы
- 1981 — Démodé
- 1982 — Minoritaire
- 1984 — Positif
- 1985 — Non homologué
- 1987 — Entre gris clair et gris foncé
- 1990 — Fredericks Goldman Jones
- 1993 — Rouge
- 1997 — En passant
- 2001 — Chansons pour les pieds

### Концертные альбомы
- 1986 — En public
- 1989 — Traces
- 1992 — Sur scène
- 1995 — Du New Morning au Zénith
- 1998 — En passant — Tournée 1998
- 2003 — Un tour ensemble